# VfL Benrath
VfL Benrath is een voetbalvereniging uit Benrath, een stadsdeel van Düsseldorf, Noordrijn-Westfalen. Van de begindagen van het Duitse voetbal tot 1962 was de club voornamelijk actief in de twee hoogste klassen. Tegenwoordig bevindt de club zich in de laagste regionen van het Duitse voetbal.

## Geschiedenis
De club werd in 1906 als Benrather Fußball-Club 06 opgericht, tot 1929 was Benrath een zelfstandige gemeente. De club was aangesloten bij de West-Duitse voetbalbond en promoveerde in 1926 naar de hoogste klasse van de Bergisch-Markse competitie. De competitie was in twee reeksen verdeeld en VfL werd meteen tweede in groep II achter TuRU 1880 Düsseldorf. Na twee rustige seizoen werden de twee reeksen verenigd in 1929/30 en de club werd zowaar kampioen met één punt voorsprong op Düsseldorfer TSV Fortuna 1895. Hierdoor plaatste de club zich voor de West-Duitse eindronde. De acht kampioenen werden over twee groepen van vier verdeeld en Benrath werd tweede achter SpVgg Sülz 07 en plaatste zich voor de finalegroep, waar ze tweede werden achter FC Schalke 04. Als vicekampioen stootte Benrath ook door naar de eindronde om de landstitel, maar verloor daar in de eerste ronde van Eintracht Frankfurt met 1:0. Het volgende seizoen werd de competitie weer gesplitst en eindigde de club tweede in groep I achter Fortuna. In 1931/32 waren er zelfs drie reeksen. Benrath werd groepswinnaar en plaatste zich voor de finaleronde die verrassend gewonnen werd door Sportfreunde Schwarz-Weiß Barmen, Benrath werd wel tweede, en won de West-Duitse beker waardoor ze wel naar de nationale eindronde mochten. Hier verloren ze van Hamburger SV. Het volgende seizoen moest de club het in de finale opnieuw afleggen tegen Fortuna. De club won wel opnieuw West-Duitse beker en kwalificeerde zich opnieuw voor nationale eindronde, waarin SV 1860 München te sterk bleek.
Hierna kwam de NSDAP aan de macht. De West-Duitse bond en zijn acht competities werden ontbonden en vervangen door drie Gauliga's. Als vicekampioen was Benrath geplaatst voor de Gauliga Niederrhein. VfL werd de eerste kampioen van de Gauliga, en dat door een beter doelsaldo van één goal dan Fortuna. De club ging naar de eindronde om de landstitel, waar de zestien kampioenen over vier groepen verdeeld werden. In een groep met FC Schalke 04, Eimsbütteler TV en Werder Bremen werd de club tweede en was uitgeschakeld. Tijdens de beslissende 9:1 overwinning tegen Luxemburg in de kwalificatie voor het WK in 1934 scoorden de beide internationals van VfL Benrath (Hohmann en Rasselnberg) samen zeven doelpunten.
VfL verdedigde de titel met succes en plaatste zich opnieuw voor de eindronde om de landstitel. In een groep met FC Phönix Ludwigshafen, VfR Mannheim en VfR 04 Köln werd de club overtuigend groepswinnaar en stootte door naar de halve finale, waarin ze met 4:2 verloren van VfB Stuttgart. Fortuna nam nu de fakkel over in de competitie. Benrath werd eerst nog tweede maar streed dan tegen degradatie en verloor die strijd in 1938/39. Na twee jaar afwezigheid promoveerde de club weer en kon het behoud maar net verzekeren, vreemd genoeg was Benrath dat jaar nog de beste club van de stad daar Fortuna en TuRU 1880 degradeerden. De volgende twee seizoenen eindigde de club in de middenmoot.
Na de Tweede Wereldoorlog werd de competitie opnieuw sterk verdeeld en kwam er weer een Bergisch-Markse reeks, die de club won. In de eindronde om de Nederrijnse titel versloeg de club Rheydter SV met 9:3 en verloor de finale met 2:0 van Rot-Weiß Oberhausen. Het volgende seizoen werd de club derde achter Fortuna en TSG Vohwinkel 80 en plaatste zich zo niet voor de nieuw ingevoerde Oberliga West, die vanaf 1947 als hoogste klasse ging fungeren. Vanaf 1949 speelde de club in de nieuwe II. Liga West, die de tweede klasse was. Toen de competitie in 1952 van twee reeksen naar één ging degradeerde de club. Twee jaar later keerde de club terug, maar kon het behoud niet verzekeren. In 1957 promoveerde de club weer en werd dat jaar ook Duits amateurkampioen in een finale voor 80.000 toeschouwers tegen Alemannia 90 Berlin. Na twee seizoenen middenmoot gleed de club weer langzaam weg tot een degradatie volgde in 1962. Tot 1973 speelde de club nog in de hoogste amateurklassen, maar meestal in de tweede tabelhelft. In 1978 promoveerde de club weer naar de Verbandsliga, waar ze tot 1982 speelden. Het ging intussen ook minder goed met de club, in 1973 kwamen nog gemiddeld 2000 toeschouwers naar de wedstrijden kijken, nu waren er dat nog maar 150. In 1992 miste de club net de promotie terug naar de Verbandsliga. Twee jaar later degradeerde de club zelfs naar de Bezirksliga. In 1998 promoveerde de club weer naar de Landesliga, maar kon het daar maar twee seizoenen uithouden. In 2002 slaagde de club er opnieuw in te promoveren en moest opnieuw na twee jaar een stap terugzetten. In 2018 degradeerde de club weer naar de Bezirksliga.

## Erelijst
Bekerwinnaar West-Duitsland
1932, 1933
Gauliga Niederrhein
1934, 1935
Kampioen Bergisch-Mark
1930
Duits amateurkampioen
1957

## Bekende spelers
- Karl Hohmann, international en WK-deelnemer
- Josef Rasselnberg, international
- Dieter Sevens